# Dagmar Patrasová
Dagmar Patrasová (přezdívaná Dáda, provdaná Slováčková, * 27. dubna 1956 Praha) je česká herečka, zpěvačka a moderátorka.

## Život
Narodila se v Praze do umělecké rodiny. Otec, Karel Patras, byl sólový harfenista České filharmonie, profesor Státní konzervatoře (1959–1973) a docent na HAMU, na níž vyučoval v letech 1960–1999. Matka Věra K. J. Patrasová (roz. Weberová) byla židovského původu a působila jako zpěvačka filharmonického sboru. Oba ji vedli k lásce k hudbě.
Starší sestra Věra a starší bratr Vladimír se věnují jiným profesím.
V roce 1983 se vdala za hudebníka Felixe Slováčka. Do manželství se narodili syn Felix ml. (* 1983) a dcera Anna (1995–2025); obě děti umělecky činné.

## Kariéra
Již jako malá účinkovala v několika televizních pořadech. Navštěvovala hodiny klavíru, chodila do výtvarného kroužku, navštěvovala Kühnův dětský sbor, věnovala se sportovní gymnastice a později chodila do dramatického kroužku k Jiřině Steimarové a Jiřině Stránské. Tyto ženy ji také připravovaly ke zkouškám na konzervatoř. I na Státní konzervatoři navštěvovala hodiny hry na klavír a kytaru. Po absolutoriu byla na základě konkursu přijata Jiřím Suchým do divadla Semafor.
Od 70. let hrála ve filmu a televizi, platila za jeden z českých sexsymbolů. Oblíbil si ji např. Ladislav Smoljak, který ji obsadil do erotické scény v komedii Vrchní, prchni a zahrál si s ní po boku v muzikálu Trhák (jako režisér a jeho klapka). Populární byly její role v seriálech Návštěvníci a Arabela. Často vystupovala v pohádkách a v 80. letech se stala oblíbenou zpěvačkou písní pro děti a moderátorkou dětských pořadů, z čehož se počátkem 90. let stala její hlavní náplň činnosti. V hrané tvorbě se od té doby objevuje jen výjimečně.

## Filmografie (výběr)

### Film
- 1973 30 panen a Pythagoras
- 1974 Poslední ples na rožnovské plovárně
- 1975 Holka na zabití
- 1976 Odysseus a hvězdy
- 1976 Malá mořská víla
- 1977 Šestapadesát neomluvených hodin
- 1979 Smrt stopařek (role: Marta Vanková)
- 1980 Vrchní, prchni (role: Manuela)
- 1980 Trhák (klapka)
- 1981 V podstatě jsme normální
- 1982 Zelená vlna
- 1982 Šílený kankán
- 1984 Lucie, postrach ulice (dabována J. Zelenohorskou)
- 1986 Velká filmová loupež
- 1987 Ohnivé ženy mezi námi
- 1988 Pan Tau
- 1988 Anděl svádí ďábla
- 2004 Choking Hazard (sama sebe)
- 2013 Jedlíci aneb Sto kilo lásky

### Televize
- 1977 Poplach v oblacích
- 1979 Pan Tau (TV seriál)
- 1980 Lucie, postrach ulice (TV seriál)
- 1980 Arabela (TV seriál; role: princezna Xenie)
- 1983 Návštěvníci (TV seriál)
- 1984 Koloběžka první (role: Zdenička)
- 1984 Čertův švagr
- 1985 Slunečnice
- 1986 O princezně, která ráčkovala
- 1990 Arabela se vrací (TV seriál; role: princezna Xenie)
- 1990 Jehlice sluneční paní
- 1991–1998 Kuřátka
- 1992 V Praze bejvávalo blaze (TV seriál)
- 1999 Kouzelná školka (TV seriál)
- 2006 Letiště (TV seriál)
- 2011 Noha 22 (TV seriál)
- 2015–2016 Bezdružice (TV seriál)

## Diskografie
- 2007 Nej… – Sony BMG